# Cephalodella tenuiseta
Cephalodella tenuiseta är en hjuldjursart som först beskrevs av Robert F. Burn 1890.  Cephalodella tenuiseta ingår i släktet Cephalodella och familjen Notommatidae. Inga underarter finns listade i Catalogue of Life.